# Distretto di Owensgrove
Il distretto di Owensgrove è un distretto della Liberia facente parte della contea di Grand Bassa.